# Thiruvallur (huyện)
Huyện Thiruvallur là một huyện thuộc bang Tamil Nadu, Ấn Độ. Thủ phủ huyện Thiruvallur đóng ở Thiruvallur. Huyện Thiruvallur có diện tích 3424 ki lô mét vuông. Đến thời điểm năm 2001, huyện Thiruvallur có dân số 2738866 người.